# Bistum Propriá
Das Bistum Propriá (lateinisch Dioecesis Propriensis, portugiesisch Diocese de Propriá)  ist eine in Brasilien gelegene römisch-katholische Diözese mit Sitz in Propriá im Bundesstaat Sergipe.

## Geschichte
Das Bistum Propriá wurde am 30. April 1960 durch Papst Johannes XXIII. aus Gebietsabtretungen des Erzbistums Aracaju errichtet und diesem als Suffraganbistum unterstellt.

## Bischöfe von Propriá
- José Brandão de Castro CSsR, 1960–1987
- José Palmeira Lessa, 1987–1996, dann Koadjutorerzbischof von Aracaju
- Mário Rino Sivieri, 1997–2017
- Vítor Agnaldo de Menezes, 2017–2025, dann Erzbischof von Vitória da Conquista
- Sedisvakanz, seit 2025